# وارنر هان
وارنر هان (بالهولندية: Warner Hahn) (15 يونيو 1992 في هولندا - ) هو لاعب كرة قدم هولندي في مركز حراسة المرمى. شارك مع منتخب هولندا تحت 17 سنة لكرة القدم ومنتخب هولندا تحت 19 سنة لكرة القدم ومنتخب هولندا تحت 21 سنة لكرة القدم. أما مع النوادي، فقد لعب مع أياكس أمستردام وبي إي سي زفوله وفاينورد ونادي دوردريخت.

## وصلات خارجية
- وارنر هان على موقع رابطة كرة القدم اليابانية للمحترفين (اليابانية)
- وارنر هان على موقع قاعدة بيانات كرة القدم.إي يو (الإنجليزية)
- وارنر هان على موقع ناشيونال فوتبول تيمز (الإنجليزية)
- وارنر هان على موقع Soccerbase.com (لاعب) (الإنجليزية)
- وارنر هان على موقع Soccerway.com (الإنجليزية)
- وارنر هان على موقع عالم كرة القدم.نت (الإنجليزية)
- وارنر هان على موقع AS.com (الإسبانية)